# 부산 여고생 연쇄 성폭행 사건
부산 여고생 연쇄 성폭행 사건은 대한민국 부산광역시에서 2006년에 일어난 사건이다. 여고생이 성폭행을 받은 후, 성희롱과 두번의 성폭행을 받았다. 중복 공갈 사건도 일어나고있다.

## 개요
고등학교 2학년 여고생 A양은 2006년 1월 중순 인터넷 채팅으로 만난 남성 B씨(25세)와 영화를 보려고 이끌려 부산 시내의 약속 장소로 나갔다. 남성은 조폭을 자칭하고, 여고생에게 두려움을 주고 모텔에서 강간했다. 
다음날 임신을 걱정 한 여고생은 사후 피임약을 구입하기 위해 집 근처의 약국을 방문했다. 약국 직원은 잘 듣는 약의 사용 방법을 설명한다고 분배 실에 데려가, 2회에 걸쳐 피임약 사용을 알려주는 척하고 성희롱을 했다.
그 여고생은 일련의 고민을 털어 놓을 상대를 채팅에서 찾고있는 사이에, 게임 센터 직원과 친해졌다. 채팅을 통해 자상한 모습을 보였다며 게임 센터의 직원을 믿고 사정을 모두 털어 놓았다.
2월 10일 오전 4시 무렵, 직접 만나 상담도하고 위로 해 준다는 부드러운 말을 믿고 만나게되었다. 상대를 형처럼 사모 낸 그녀는 권유받은 술을 마시는 동안 정신을 잃고 있었다. 이날 오전 11시에 일어나 강간되어 지갑과 휴대 전화 등 금품까지 사라졌다. 
그녀는 경찰서에 신고하는 즉시 택시를 탔다. 택시 운전사가 경찰서에 가는 이유를 물어 사정을 이야기하자 운전사가 위로를 해 주었다. 하지만 술에 취한 그녀가 잠들 때 아파트 지하 주차장에 택시를 멈추고 강간했다. 
부산북부경찰서는 3월 2일, 청소년 보호법 위반 혐의 등으로 게임 센터 직원과 택시 운전사에 대해 구속 영장을 신청하고, 처음 만난 사람을 지명 수배했다. 약국 직원은 피해자 측과 합의가 고소를 취하했기 때문에 석방되었다. 
한편, 피해자 인 여고생 A양과 평소 아는 사이였던 지인이, 약국 직원에서 그녀가 성희롱을받은 사실을 알고, 약국 직원, 경찰에 신고하면 동요하고 현금 20만원을 위협 취했다. 결국, 3월 2일 공갈 혐의로 불구속 입건됐다.